# 시나노정 (아이치현)
시나노정(品野町)은 아이치현 히가시카스가이군에 설치되었던 정이다. 현재의 세토시에 해당한다.